# 弗朗兹·克兰
弗朗兹·克兰（英語：Franz Kline；1910年5月23日—1962年5月13日），是美国抽象表现主义画家，与威廉·德库宁、杰克逊·波洛克、罗伯特·马瑟韦尔等人组成纽约画派。